# Arsinoe (Marion)
Arsinoe (in greco antico: Ἀρσινόη?) era un'antica città situata nella regione nord-occidentale di Cipro. Essa fu edificata sopra la più antica Marion (in greco antico: Μάριον?); alcuni scrittori antichi confondono le due città.
Tolomeo I Sotere distrusse la città di Marion nel 312 a.C. e trasferì alcuni abitanti a Paphos. La città fu rifondata da Tolomeo Filadelfo e prese il nome dalla sorella e moglie Arsinoe.
Secondo Strabone vi era un boschetto sacro a Zeus.
A Cipro, a causa della sua sottomissione ai re della dinastia dei Lagidi, esisteva più di una città con questo nome, che era comune a diverse principesse di quella casa; vedi Arsinoe per le altre città così chiamate.
Il sito di Arsinoe si trova vicino alla moderna Polis Chrysochous.